# 2006년 태국 쿠데타

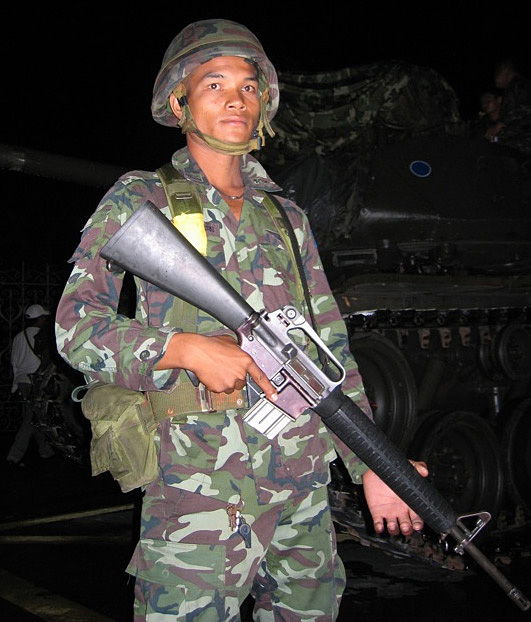
방콕 시내에서 M16 소총을 들고 있는 태국 육군 군인.

2006년 태국 쿠데타(태국어: รัฐประหารในประเทศไทย พ.ศ. 2549)는 2006년 9월 19일 밤, 탁신 친나왓 총리가 미국을 방문하던 중, 태국에서 발생한 군부 쿠데타이다. 수라윳 출라논 태국 육군참모 총장이 주도했으며, 이날 밤 8시경 전격적으로 쿠데타를 시작하여 방콕 인근에 주둔하고 있던 탱크 14대로 총리 관저가 있는 정부청사 주변 도로를 봉쇄하는 것부터 시작해, 마침내 주요 정부 시각을 점거한 군은 현지 시각으로 오후 10시 30분부터 방송국들은 
| “ | 탁신 총리가 국민들의 분열을 초래하고 부정을 저질렀기 때문에 군이 나섰다. 군은 경찰과 협력하여 정권을 완전히 접수했으며, 국민들은 동요하지 말고 질서를 유지해달라. 국회의사당과 군사 시설 등에는 접근하지 말 것을 당부한다. | ” |

는 내용의 자막 방송을 방영했다.
자막 방송으로 쿠데타 사실이 알려졌지만 방콕 시내의 주민들은 큰 동요를 보이지 않았으며, 탁신 친나왓 총리가 미국에서 국가 비상 사태를 선포했지만 다음날인 9월 20일 태국 국왕이 쿠데타를 승인함으로써 아무런 충돌과 인명 피해가 발생하지 않은 무혈 쿠데타로 성공했다. 이번 쿠데타는 태국에서 1932년 이후에 발생한 19번째 쿠데타이다.
탁신 친나왓 총리는 망명 생활을 하다, 2008년 2월 28일 귀국했다.

## 세계 각국의 반응

### 아시아
- 대한민국 - 외교통상부 대변인은, "정세의 변화가 평화적으로 조속히 정상화되기를 희망한다."고 밝혔다.[1]

## 같이 보기
- 2014년 태국 쿠데타